# 유키 히로시
유키 히로시(일본어: 結城浩, 1963년 7월 ~ )는 일본의 소설가이자 프로그래머이다. 개신교 신자로 알려져있다.
수학이나 암호, 프로그래밍에 대한 책을 다수 집필했다. 인터넷에 연재한 수학 걸, 수학 걸의 비밀노트 시리즈는 수많은 네티즌에게 수학의 재미와 즐거움을 주었고, 책으로 출간되어 선풍적인 인기를 끌면서 대만, 태국, 미국 등에서도 출간되었다.
2014년에 일본 수학회로부터 출판상을 수여받았다. #1 보관됨 2016-03-22 - 웨이백 머신 #2 보관됨 2016-11-15 - 웨이백 머신 수학 걸 시리즈가 갈루아 이론이나 괴델의 불완전성 정리와 같이 일반인들에게 친숙하지는 않지만, 수학적으로 깊이있고 재미있는 소재들을 정면으로 다루면서 청춘 소설로서도 매력 있는 이야기로 풀어나가고 있을 뿐 아니라, "수학 문장 작법 기초편"등의 수학 관련 저작 활동도 활발하게 이루어지고 있으며, 젊은 세대에게 수학에 대한 흥미를 붙이도록 한 공적으로 수상했다고 한다.
2006년에 Perl 기반의 위키엔진인 YukiWiki를 개발했다. 현재는 개발 중단 상태이다.

## 국내 출간작
- 2007년 알기 쉬운 정보보호개론
- 2007년 Java 언어로 배우는 리팩토링 입문
- 2008년 수학 걸 - ISBN 9788970905525
- 2008년 Java 언어로 배우는 디자인 패턴 입문
- 2008년 Java 언어로 배우는 디자인 패턴 입문 - 멀티 쓰레드 편
- 2009년 수학 홀릭: 페르마의 마지막 정리 - ISBN 9788970906812
- 2014년 프로그래머, 수학으로 생각하라
- 2014년 수학 소녀의 비밀노트: 식과 그래프
- 2014년 수학 소녀의 비밀노트: 정수와 놀자
- 2014년 수학 소녀의 비밀노트: 둥근 삼각함수
- 2015년 수학 소녀의 비밀노트: 수열의 광장
- 2015년 수학 소녀의 비밀노트: 미분 따라잡기
- 2016년 이공계 X의 글쓰기책 - ISBN 9788962621440

## 국내 미발간작
- 수학 걸의 비밀노트 8권~